# Синьоврат острогръб смок
Синьовратите острогръби смокове (Rhabdophis rhodomelas) са вид влечуги от семейство Смокообразни (Colubridae).
Разпространени са в горите на Югоизточна Азия.
Таксонът е описан за пръв път от германския зоолог Хайнрих Бойе през 1827 година.